# Светлый Путь Ленина
Све́тлый Путь Ле́нина — посёлок в Темрюкском районе Краснодарского края.
Входит в состав Курчанского сельского поселения.

## Население
| 2002 | 2010  |
| ---- | ----- |
| 2449 | ↗2660 |

## Улицы
| - ул. Азовская, - ул. Балтийская, - ул. Виноградная, - ул. Восточная, - ул. Гаражная, - ул. Западная, - пер. Западный, | - ул. Звёздная, - ул. Каспийская, - ул. Комсомольская, - ул. Кооперативная, - ул. Красная, - ул. Краснодарская, - пер. Краснодарский, | - ул. Курганная, - пер. Лиманный, - ул. Луговая, - ул. Мирная, - ул. Молодёжная, - ул. Пионерская, - пер. Пионерский, | - ул. Пролетарская, - ул. Рабочая, - ул. Садовая, - ул. Светлая, - ул. Северная, - ул. Славянская, - ул. Строителей, | - ул. Таманская, - ул. Черёмушки, - ул. Широкая, - ул. Школьная, - ул. Южная, - пер. Южный, - пер. Ясный. |